# 鹿児島市立喜入中学校
鹿児島市立喜入中学校（かごしましりつ きいれちゅうがっこう）は、鹿児島県鹿児島市喜入町にある市立の中学校。

## 概要
市町村合併により、新「鹿児島市」が誕生する以前は、喜入町立喜入中学校であり、喜入町唯一の中学校であった。1学年あたり3学級、全校生徒329人である。また、キャッチフレーズは「汗をかこう　汗を流そう」である。又、鹿児島市と合併した同時に鹿児島市の最南端の中学校となった。

## 沿革
- 1947年（昭和22年） - 喜入村立喜入中学校を設置する。
- 1956年（昭和31年） - 喜入村が町制施行したのに伴い、喜入町立喜入中学校に改称。
- 1972年（昭和47年） - 喜入町立瀬々串中学校、喜入町立生見中学校を併合。
- 2004年（平成16年） - 喜入町が鹿児島市に編入されたのに伴い鹿児島市立喜入中学校に改称。

## 部活動
喜入中学校には以下の部活動が存在する。
- 野球部
- 卓球部
- 弓道部
- 剣道部
- バスケットボール部
- バレーボール部
- ソフトボール部
- 男子ソフトテニス部
- 女子ソフトテニス部
- サッカー部
- 美術部
- 吹奏楽部

## 通学区域
以下の町が喜入中学校の通学区域となっている。
- 喜入町（喜入小学校の通学区域）
- 喜入中名町（中名小学校の通学区域）
- 喜入一倉町（一倉小学校の通学区域）

下記の校区は原則列車通学となる。
- 喜入前之浜町（前之浜小学校の通学区域）
- 喜入生見町（生見小学校の通学区域）
- 喜入瀬々串町（瀬々串小学校の通学区域）

## 通学
2010年2月12日現在、列車通学（JR指宿枕崎線）が全校生徒の32.6%を占めている。前述のとおり地域により原則列車通学となる地域もある。

## 卒業後の進路先
旧喜入町自体は、揖宿郡になるので、指宿学区であったが、鹿児島学区との境目のため、鹿児島市内の鶴丸、甲南、中央を初めとする市内の進学校の普通科に学区内受験で一般入試を受験出来る。隣の指宿市（旧指宿市・山川町・開聞町）や南九州市頴娃町から、市内の普通科の高校を一般入試で受けるためには、10%枠という学区外受験となるため、通常の一般入試より難関になる。